# Crunți
Crunți – wieś w Rumunii, w okręgu Jałomica, w gminie Reviga. W 2011 roku liczyła 517 mieszkańców.